# Сохачевський повіт
Сохачевський повіт (пол. powiat sochaczewski) — один з 37 земських повітів Мазовецького воєводства Польщі.
Утворений 1 січня 1999 року в результаті адміністративної реформи.

## Загальні дані
Повіт знаходиться у західній частині воєводства.
Адміністративний центр — місто Сохачев.
Станом на 1.01.2008 населення становить 83 694 осіб, площа 734,8 км².

## Демографія
Демографічні дані повіту станом на 30.06.2005:
|       | Всього | Всього | Жінки  | Жінки | Чоловіки | Чоловіки |
| ----- | ------ | ------ | ------ | ----- | -------- | -------- |
|       | осіб   | %      | осіб   | %     | осіб     | %        |
| Повіт | 83 467 | 100    | 42 864 | 51,4  | 40 603   | 48,6     |
| Міста | 38 126 | 100    | 19 998 | 52,5  | 18 128   | 47,5     |
| Села  | 45 341 | 100    | 22 866 | 50,4  | 22 475   | 49,6     |